# Sofie van Rooijen
Pour les articles homonymes, voir Van Rooijen.
Sofie van Rooijen, née le 13 juillet 2002 à Driel, est une coureuse cycliste néerlandaise, elle est considérée comme une pure sprinteuse.

## Biographie
Sofie van Rooijen est issue d'une famille de sportif. Sa sœur aînée Anne (née en 2000) est également coureuse cycliste. Elle est passée professionnelle dans la même équipe VolkerWessels Women's en 2022.
Chez les juniors (moins de 19 ans), Sofie van Rooijen est sélectionnée à plusieurs reprises dans l'équipe nationale et participe à plusieurs manche de la Coupe des Nations. En 2019, elle est  vice-championne d'Europe sur route juniors, après avoir remporté le sprint du peloton derrière sa compatriote Ilse Pluimers. 
Avec son passage chez les espoirs, elle rejoint en 2021 l'équipe Parkhotel Valkenburg où elle retrouve sa sœur. Elle obtient quelques podiums en 2022 et 2023. En 2024, elle se révèle dans le peloton international. Elle domine au sprint les italiennes Chiara Consonni et Rachele Barbieri pour remporter le Drentse 8 van Westerveld. Un mois et demi plus tard, elle confirme en remportant le Circuit de Borsele devant la polonaise Daria Pikulik et la britannique Elynor Bäckstedt. Elle avait pris la seconde place de cette course deux années plus tôt. Elle remporte ensuite durant l'été une étape du Princess Anna Vasa Tour en Pologne, ainsi que la Kortrijk Koerse.

## Palmarès sur route

### Par années
- 2017
  - 2e du championnat des Pays-Bas du contre-la-montre cadettes
- 2018
  -  Championne des Pays-Bas sur route cadettes
- 2019
  -  Médaillée d'argent du championnat d'Europe sur route juniors
  - 3e du championnat des Pays-Bas sur route juniors
- 2022
  - 2e du Circuit de Borsele
  - 2e de Dwars door de Westhoek
  - 2e de l'Omloop der Kempen Ladies
- 2023
  - 2e du Grand Prix de Fourmies
  - 3e du Grand Prix Beerens
- 2024
  -  Championne d'Europe sur route espoirs
  - Drentse 8 van Westerveld
  - Circuit de Borsele
  - 2e étape du Princess Anna Vasa Tour
  - Kortrijk Koerse
  - Grand Prix Beerens
  - 2e de l'Egmont Cycling Race
  - 3e du Grand Prix Lucien Van Impe

### Classements mondiaux
| Année                                 | 2021 | 2022 | 2023 | 2024 |
| ------------------------------------- | ---- | ---- | ---- | ---- |
| Classement UCI                        | 955e | 103e | 249e | 24e  |
| UCI World Tour                        | nc   | nc   | nc   | 72e  |
|                                       |      |      |      |      |
| Légende : nc = non classéSource : UCI |      |      |      |      |

## Palmarès en cyclo-cross
- 2018-2019
  - Azencross juniors
  - Almelo juniors
  - `s-Heerenberg juniors
  - 3e du championnat des Pays-Bas de cyclo-cross juniors
- 2019-2020
  - Nijverdal juniors